# Лукасевич, Марьян Прокофьевич
Марьян Прокофьевич Лукасевич (укр. Мар’ян Прокопович Лукасевич; 22 января 1922, Пшемысль, Польша — 17 сентября 1945, Жнятин, Польша) — украинский националист, полицай шуцманшафта и майор УПА. По версии украинских националистов, был известен благодаря захвату нескольких реактивных миномётов вермахта. По свидетельствам УПА и НКВД, причастен к ликвидации одного из тайных агентов НКВД Василия Левочко (он же «Юрченко»), выдававшего украинских националистов советским спецслужбам.

## Биография
Родился 22 июня 1922 в Пшемысле. В 1930-1937 годах проживал в Тернополе, где окончил гимназию. В годы Второй мировой войны служил в шуцманшафте, в 1943 году призван в 14-ю дивизию СС. В марте 1944 года ушёл оттуда, связавшись с военнослужащими ОУН-УПА.
Командовал сотней УПА «Волки», участвовал в боях против Армии Крайовой на Холмщине и в Подляшье (позднее руководил уже куренем). В августе 1944 года, по некоторым данным, им были обнаружены несколько брошенных немцами реактивных миномётов типа Nebelwerfer. В марте 1945 года руководил Холмским 28-м тактическим отделом «Данылив», в котором параллельно вёлся ремонт захваченной немецкой реактивной артиллерии. Позднее организовал сотню «Волки-2».
28 августа 1945 организовал засаду и ликвидировал Василия Левочко, завербованного советскими спецслужбами командира куреня и работавшего под прикрытием старшего лейтенанта НКВД Леонова.
В сентябре заболел малярией. 17 сентября 1945 заживо сожжён польской милицией в своём убежище.